# AJPW World Junior Heavyweight Championship
Le AJPW World Junior Heavyweight Championship (que l'on peut traduire par championnat du monde des poids lourd-légers AJPW) est un championnat de catch (lutte professionnelle) de la All Japan Pro Wrestling. Il a été créé le 31 juillet 1986, lorsque Hiro Saito (en) bat Brad Armstrong.
Le titre est vacant du 16 juin 2000 au 13 avril 2002 après le départ de Yoshinari Ogawa à la Pro Wrestling NOAH.

## Histoire
Lors de sa création en 1972, la All Japan Pro Wrestling (AJPW) n'a pas de division pour les catcheurs de la catégorie poids lourd-légers. Au début des années 1980, la New Japan Pro Wrestling popularise les combats de catcheurs de cette catégorie ce qui pousse la AJPW à utiliser le championnat international des poids lourd-légers de la National Wrestling Alliance. Tiger Mask II en est le dernier champion et rend ce titre en 1986 pour passer dans la catégorie des poids lourd.
La AJPW décide alors de créer son propre championnat dont le premier champion est Hiro Saito (en) après sa victoire face à Brad Armstrong le 31 juillet 1986.
Durant son histoire, ce titre est vacant à six reprises. La première fois quand Maunakea Mossman passe dans la catégorie des poids lourd le 12 juin 1998. Le 16 juin 2000, Yoshinari Ogawa qui est alors le champion poids lourd-légers AJPW annonce qu'il quitte la fédération pour rejoindre la Pro Wrestling NOAH. Kendo Kashin qui succède à Ogawa doit rendre son titre après son absence à un spectacle le 12 février 2004. Le 3 juin 2011, l'AJPW suspend Minoru car il a été dans le vestiaire au cours d'une bagarre entre TARU et Nobukazu Hirai,. Minoru n'essaie pas de les séparer et Hirai finit à l'hôpital. Le 16 décembre 2015, Kotarō Suzuki qui est alors champion quitte l'AJPW. Le 3 juin 2019, Atsushi Aoki meurt dans un accident de moto quelques jours après avoir remporté le championnat du monde poids lourd-légers. L'AJPW décide pour lui rendre hommage de le considérer comme champion jusqu'au 21 novembre pour que son règne dure plus de six mois.  

## Design de la ceinture
Au cours de son histoire, trois ceintures sont utilisés pour le championnat du monde des poids lourd-légers de l'AJPW. La première est une ceinture en cuir noire avec des plaques dorés et métallique. Le 27 août 2017, l'AJPW décide de changer la ceinture jugée usée. Après la mort d'Atsushi Aoki, l'AJPW décide de donner la ceinture de champion à sa veuve et en fabriquer une nouvelle.

## Historique des règnes
| #   | Champion              | Règne | Date              | Durée                    | Lieu       | Évènement                                    | Notes | Réf    |
| --- | --------------------- | ----- | ----------------- | ------------------------ | ---------- | -------------------------------------------- | --- | ------ |
| 1   | Hiro Saito (en)       | 1     | 31 juillet 1986   | 3 mois et 23 jours       | Tokyo      |                                              | Bat Brad Armstrong dans une finale de tournoi.                                                                                                   | [ 2 ]  |
| 2   | Kuniaki Kobayashi     | 1     | 23 novembre 1986  | 1 mois et 11 jours       | Tokyo      |                                              | | [ 9 ]  |
| 3   | Masanobu Fuchi (en)   | 1     | 3 janvier 1987    | 2 ans et 17 jours        | Tokyo      |                                              | | [ 10 ] |
| 4   | Joe Malenko (en)      | 1     | 20 janvier 1989   | 5 jours                  | Fukuoka    |                                              | | [ 11 ] |
| 5   | Mighty Inoue          | 1     | 25 janvier 1989   | 1 mois et 11 jours       | Osaka      |                                              | |        |
| 6   | Masanobu Fuchi        | 2     | 8 mars 1989       | 1 mois et 8 jours        | Tokyo      |                                              | |        |
| 7   | Shinichi Nakano       | 1     | 16 avril 1989     | 4 jours                  | Tokyo      |                                              | |        |
| 8   | Mitsuo Momota (en)    | 1     | 20 avril 1989     | 2 mois et 11 jours       | Osaka      |                                              | |        |
| 9   | Joe Malenko           | 2     | 1er juillet 1989  | 3 mois et 19 jours       | Omiya      |                                              | |        |
| 10  | Masanobu Fuchi        | 3     | 20 octobre 1989   | 3 ans, 7 mois et 1 jour  | Nagoya     |                                              | |        |
| 11  | Dan Kroffat           | 1     | 21 mai 1993       | 3 mois et 2 jours        | Sapporo    |                                              | |        |
| 12  | Masanobu Fuchi        | 4     | 23 août 1993      | 10 mois et 19 jours      | Shizuoka   |                                              | |        |
| 13  | Dan Kroffat           | 2     | 12 juillet 1994   | 425                      | Kagoshima  |                                              | |        |
| 14  | Yoshinari Ogawa       | 1     | 10 septembre 1995 | 294                      | Tokyo      |                                              | | [ 12 ] |
| 15  | Masanobu Fuchi        | 5     | 30 juin 1996      | 24                       | Tokyo      |                                              | |        |
| 16  | Tsuyoshi Kikuchi (en) | 1     | 24 juillet 1996   | 175                      | Tokyo      |                                              | |        |
| 17  | Yoshinari Ogawa       | 2     | 15 janvier 1997   | 219                      | Tokyo      |                                              | |        |
| 18  | Maunakea Mossman      | 1     | 22 août 1997      | 294                      | Tokyo      |                                              | |        |
| -   | Vacant                | 1     | 12 juin 1998      | 7 jours                  | NC         |                                              | Vacant |        |
| 19  | Yoshinari Ogawa       | 3     | 19 juin 1998      | 698                      | Niigata    |                                              | Bat Saturo Asako dans une final de tournoi |        |
| -   | Vacant                | 2     | 16 juin 2000      | 1 an, 9 mois et 28 jours | NC         |                                              | En raison du départ d'Ogawa pour la Pro Wrestling NOAH                                                                                           |        |
| 20  | Kendo Kashin          | 1     | 13 avril 2002     | 670                      | Tokyo      |                                              | Bat Masanobu Fuchi au Grand Champion Carnival | [ 13 ] |
| -   | Vacant                | 3     | 12 février 2004   | 10 jours                 | NC         |                                              | En raison d'une inactivité |        |
| 21  | Kaz Hayashi           | 1     | 22 février 2004   | 323                      | Tokyo      |                                              | Bat Blue-K au Excite Series tour |        |
| 22  | Taka Michinoku        | 1     | 10 janvier 2005   | 285                      | Tokyo      |                                              | Ce match était aussi pour le titre de Hayashi Strongest-K Championship                                                                           |        |
| 23  | Shuji Kondo           | 1     | 22 octobre 2005   | 483                      | Tokyo      |                                              | Au Shining Series tour. |        |
| 24  | Katsuhiko Nakajima    | 1     | 17 février 2007   | 378                      | Tokyo      |                                              | Le titre est détenu le 18 octobre 2007, après une défense de titre contre Silver King terminé en No Contest. Au Puroresu Love in Ryogoku vol. 2. | [ 14 ] |
| 25  | Silver King           | 1     | 1er mars 2008     | 59                       | Tokyo      |                                              | Au Puroresu Love in Ryogoku vol. 4. | [ 15 ] |
| 26  | Ryuji Hijikata (en)   | 1     | 29 avril 2008     | 152                      | Nagoya     |                                              | Au Growin' Up tour. |        |
| 27. | Naomichi Marufuji     | 1     | 28 septembre 2008 | 131                      | Yokohama   |                                              | Au Flashing tour. |        |
| 28  | Kaz Hayashi           | 2     | 6 février 2009    | 695                      | Tokyo      |                                              | Au Excite Series tour. |        |
| 29  | Minoru                | 1     | 2 janvier 2011    | 152                      | Tokyo      |                                              | Au New Year Shining Series tour. | [ 16 ] |
| -   | Vacant                | 4     | 3 juin 2011       | 16 jours                 | NC         |                                              | En raison de la suspension de Minoru de la part de la All Japan Pro Wrestling                                                                    | [ 5 ]  |
| 30  | KAI                   | 1     | 19 juin 2011      | 126                      | Tokyo      |                                              | Bat Shuji Kondo pour le titre Vacant |        |
| 31  | Kenny Omega           | 1     | 23 octobre 2011   | 217                      | Tokyo      |                                              | |        |
| 32  | KAI                   | 2     | 27 mai 2012       | 77                       | Tokyo      |                                              | |        |
| 33  | Hiroshi Yamato        | 1     | 12 août 2012      | 143                      | Tokyo      |                                              | |        |
| 34  | Shuji Kondo           | 2     | 2 janvier 2013    | 52                       | Tokyo      |                                              | Ce match est également contesté pour le titre de Kondo le GHC Junior Heavyweight Champioonship                                                   |        |
| 35  | Yoshinobu Kanemaru    | 1     | 23 février 2013   | 295                      | Tokyo      |                                              | |        |
| 36  | Último Dragón         | 1     | 15 décembre 2013  | 165                      | Tokyo      |                                              | |        |
| 37  | Atsushi Aoki          | 1     | 29 mai 2014       | 302                      | Tokyo      |                                              | |        |
| 38  | Kotaro Suzuki         | 1     | 27 mars 2015      | 234                      | Tokyo      |                                              | |        |
| -   | Vacant                | 5     | 16 décembre 2015  | 2 mois et 5 jours        | NC         |                                              | En raison du départ de Suzuki de la All Japan Pro Wrestling.                                                                                     | [ 6 ]  |
| 39. | Atsushi Aoki          | 2     | 21 février 2016   | 3 mois et 29 jours       | Osaka      |                                              | En battant Hikaru Sato en finale du tournoi Junior Battle Of Glory 2016 lors de la quatrième journée des All Japan Pro Wreslting Excite Series.  | [ 17 ] |
| 40. | Hikaru Sato           | 1     | 19 juin 2016      | 2 mois et 9 jours        | Sapporo    |                                              | |        |
| 41. | Soma Takao            | 1     | 28 août 2016      | 2 mois et 30 jours       | Tokyo      |                                              | |        |
| 42  | Keisuke Ishii         | 1     | 27 novembre 2016  | 5 mois et 1 jour         | Tokyo      |                                              | |        |
| 43  | Hikaru Sato           | 2     | 28 avril 2017     | 3 mois et 2 jours        | Okayama    |                                              | |        |
| 44  | TAJIRI                | 1     | 30 juillet 2017   | 28 jours                 | Osaka      |                                              | |        |
| 45  | Último Dragón         | 2     | 27 août 2017      | 1 mois et 24 jours       | Tokyo      |                                              | |        |
| 46  | TAJIRI                | 2     | 21 octobre 2017   | 3 mois et 13 jours       | Yokohama   |                                              | |        |
| 47  | Atsushi Aoki          | 3     | 3 février 2018    | 6 mois et 23 jours       | Yokohama   |                                              | |        |
| 48  | Koji Iwamoto          | 1     | 26 août 2018      | 27 jours                 | Nagareyama |                                              | |        |
| 49  | Shūji Kondō           | 3     | 22 septembre 2018 | 2 mois et 7 jours        | Fukuoka    |                                              | |        |
| 50  | Koji Iwamoto          | 2     | 29 novembre 2018  | 5 mois et 21 jours       | Nagoya     |                                              | |        |
| 51  | Atsushi Aoki          | 4     | 20 mai 2019       | 6 mois et 1 jour         | Tokyo      |                                              | |        |
| -   | Vacant                | 6     | 21 novembre 2019  | 1 mois et 13 jours       | NC         |                                              | Aoki meurt le 3 juin mais l'AJPW décide de le considérer comme champion jusqu'au 21 novembre.                                                    | [ 8 ]  |
| 52  | Susumu Yokosuka       | 1     | 3 janvier 2020    | 6 mois et 22 jours       | Tokyo      |                                              | Il bat Hikaru Sato dans un match pour désigner le nouveau champion.                                                                              |        |
| 53  | Koji Iwamoto          | 4     | 25 juillet 2020   | 6 mois et 26 jours       | Tokyo      |                                              | |        |
| 54  | CIMA                  | 1     | 20 février 2021   | 3 mois et 20 jours       | Nagoya     |                                              | |        |
| 55  | Koji Iwamoto          | 4     | 9 juin 2021       | 17 jours                 | Tokyo      |                                              | |        |
| 56  | Francesco Akira       | 1     | 26 juin 2021      | 26 jours                 | Tokyo      |                                              | |        |
| 57  | SUGI (en)             | 1     | 22 juillet 2021   | 2 mois et 24 jours       | Tokyo      |                                              | |        |
| 58  | Izanagi (en)          | 1     | 16 octobre 2021   | 2 mois                   | Tokyo      |                                              | |        |
| 59  | Super Crazy           | 1     | 16 décembre 2021  | 18 jours                 | Tokyo      |                                              | | [ 18 ] |
| 60  | SUGI (en)             | 2     | 3 janvier 2022    | 1 mois et 20 jours       | Tokyo      | AJPW New Year Wars 2022                      | | [ 19 ] |
| 61  | Hikaru Sato           | 3     | 23 février 2022   | 3 mois et 27 jours       | Tokyo      | AJPW Excite Series 2022                      | | [ 20 ] |
| 62  | Tiger Mask            | 1     | 19 juin 2022      | 2 mois et 30 jours       | Tokyo      | AJPW Champions Night 4                       | | [ 21 ] |
| 63  | Atsuki Aoyagi (en)    | 1     | 18 septembre 2022 | 5 mois et 1 jour         | Tokyo      | AJPW All Japan Pro Wresling 50th Anniversary | | [ 22 ] |
| 64  | Naruki Doi            | 1     | 19 février 2023   | 3 mois et 10 jours       | Tokyo      | AJPW Excite Series 2023                      | | [ 23 ] |
| 65  | Atsuki Aoyagi (en)    | 2     | 29 mai 2023       | 1 mois et 3 jours        | Tokyo      | AJPW Super Power Series 2023                 | | [ 24 ] |
| 66  | El Lindaman (en)      | 1     | 2 juillet 2023    | 1 an, 8 mois et 12 jours | Tokyo      | AJPW Dynamite Series 2023                    | | [ 25 ] |

## Règnes Combinés
| Rang | Catcheur           | Règnes | Jours combinés |
| ---- | ------------------ | ------ | -------------- |
| 1    | Masanobu Fuchi     | 5      | 2 443          |
| 2    | Yoshinari Ogawa    | 3      | 1 211          |
| 3    | Kaz Hayashi        | 2      | 1 018          |
| 4    | Atsushi Aoki       | 2      | 810            |
| 5    | Kendo Kashin       | 1      | 669            |
| 6    | Shuji Kondo        | 2      | 535            |
| 7    | Dan Kroffat        | 2      | 519            |
| 8    | Koji Iwamoto       | 4      | 426            |
| 9    | Katsuhiko Nakajima | 1      | 378            |
| 10   | Yoshinobu Kanemaru | 1      | 295            |
| 11   | Maunakea Mossman   | 1      | 294            |
| 12   | Taka Michinoku     | 1      | 285            |
| 13   | Hikaru Sato        | 3      | 279            |
| 14   | Kotarō Suzuki      | 1      | 234            |
| 15   | Último Dragón      | 2      | 220            |
| 16   | Kenny Omega        | 1      | 217            |
| 17   | Susumu Yokosuka    | 1      | 204            |
| 18   | KAI                | 2      | 203            |
| 19   | Atsuki Aoyagi (en) | 2      | 187            |
| 20   | Tsuyoshi Kikuchi   | 1      | 175            |
| 21   | Minoru             | 1      | 152            |
| 21   | Ryuji Hijikata     | 1      | 152            |
| 21   | Keisuke Ishii      | 1      | 152            |
| 24   | Hiroshi Yamato     | 1      | 143            |
| 25   | SUGI (en)          | 2      | 137            |
| 26   | TAJIRI             | 2      | 133            |
| 27   | Naomichi Marufuji  | 1      | 131            |
| 28   | Joe Malenko        | 1      | 116            |
| 29   | Hiro Saito         | 2      | 115            |
| 30   | CIMA               | 1      | 109            |
| 31   | Naruki Doi         | 1      | 99             |
| 32   | Soma Takao         | 1      | 91             |
| 32   | Tiger Mask         | 1      | 91             |
| 34   | El Lindaman (en)   | 1      | 621+           |
| 35   | Mitsuo Momota      | 1      | 72             |
| 36   | Izanagi (en)       | 1      | 61             |
| 37   | Silver King        | 1      | 59             |
| 38   | Mighty Inoue       | 1      | 42             |
| 39   | Kuniaki Kobayashi  | 1      | 41             |
| 40   | Francesco Akira    | 1      | 26             |
| 41   | Super Crazy        | 1      | 18             |
| 42   | Shinichi Nakano    | 1      | 4              |

### Articles Connexes
- AJPW Triple Crown Championship
- All Asia Tag Team Championship